# Pluimworm
De pluimworm (Pherusa plumosa) is een borstelworm uit de familie Flabelligeridae. Deze soort werd in 1776 voor het eerst wetenschappelijk beschreven door Otto Friedrich Müller als Amphitrite plumosa.

## Beschrijving
De kleur van deze borstelworm is grijs of bruin. Oude exemplaren kunnen maar liefst 70 segmenten hebben en uitgroeien tot een totale lengte van 6 cm. Het lichaam van de worm bestaat uit een kop, een cilindrisch, gesegmenteerd lichaam en een staartstukje. De kop bestaat uit een prostomium (gedeelte voor de mondopening) en een peristomium (gedeelte rond de mond). Op de drie voorste segmenten bevinden zich een aantal dikke haren die naar voren zijn gericht.

## Verspreiding
Hoewel de pluimworm een bekende soort uit de Noordzee en de Oostzee is, kan deze op het hele noordelijk halfrond voorkomen. Het kan op elke diepte worden gevonden, van de subtidale zone tot 1400 meter diepte. Graaft zichzelf meestal ondiep in zand of onder rotsen.